# أوزفالدو مارتينيز
أوزفالدو مارتينيز ديفيد ارسي (بالإسبانية: Osvaldo David Martínez Arce) مواليد	8 أبريل 1986م هو لاعب كرة قدم من باراغواي ، مثل المنتخب الوطني باراغواي . شارك منتخب بلاده في كوبا أمريكا 2015 المقامة في تشيلي .

## روابط خارجية
- أوزفالدو مارتينيز على موقع الاتحاد الدولي (مؤرشف)  (الإنجليزية)
- أوزفالدو مارتينيز على موقع قاعدة بيانات كرة القدم.إي يو (الإنجليزية)
- أوزفالدو مارتينيز على موقع ناشيونال فوتبول تيمز (الإنجليزية)
- أوزفالدو مارتينيز على موقع Soccerway.com (الإنجليزية)